# Auffangbehälter

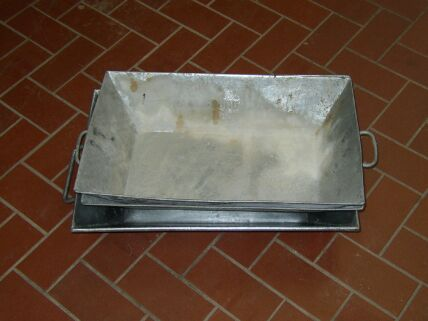
Auffangmulde

Auffangbehälter sind Mulden, Wannen oder andere mobile Gerätschaften, die dem Auffangen von Flüssigkeiten dienen. Sie kommen beim Bau, in der Industrie und in der Gefahrenbeseitigung zum Einsatz, insbesondere, um den Austritt flüssiger Gefahrstoffe zu verhindern.

## Feuerwehrausrüstung
Auffangbehälter gehören zur Grundausrüstung verschiedener Feuerwehrfahrzeuge. Es gibt verschiedene Arten von Auffangbehältern.

### Mulde
Eine Auffangmulde, auch Schuttmulde genannt, dient dem schnellen Auffangen auslaufender Flüssigkeiten, z. B. bei Verkehrsunfällen mit auslaufendem Öl oder Benzin. Die Auffangmulde kann auch zur Aufnahme von brennbaren Stoffen, z. B. Glut und Asche verwendet werden. Die bei der Feuerwehr verwendeten Mulden sind aus verzinktem Stahlblech, Edelstahl oder aus Aluminium gefertigt.

### Polyethylenwanne
Eine Polyethylenwanne ist ein Einsatzgerät für Gefahrguteinsätze. Sie wird meist in kleinen Stückzahlen auf dem Gerätewagen Gefahrgut, dem Rüstwagen oder auf Hilfeleistungslöschgruppenfahrzeugen mitgeführt.
Polyethylenwannen werden zum Auffangen, Umpumpen oder Transport von gefährlichen Gütern oder Werkzeugen verwendet. Letzteres ist sinnvoll, wenn größere Stückzahlen an Werkzeugen oder Einsatzmitteln unter Chemikalienschutzanzügen zur Einsatzstelle gebracht werden müssen.

### Faltbehälter
Ein Faltbehälter ist eine Gerätschaft der Feuerwehr, mit der man große Mengen an Flüssigkeiten auffangen kann. Dies wird sowohl bei Gefahrguteinsätzen genutzt, als auch bei Waldbränden, bei denen ein Faltbehälter als Pufferstation für die Wasserförderung eingesetzt werden kann.

### Vor- und Nachteile
Vorteile der Polyethylenwanne gegenüber den Metallbottichen sind die nicht funkenreißenden Eigenschaften des Werkstoffes, das geringere Gewicht sowie die Möglichkeit des Einsatzes bei Stoffen, die in gefährlicher Weise mit Metall reagieren. Der Nachteil der Faltbehälter ist, dass sie im Vergleich zu anderen Auffangbehältern mit mehreren Personen in Stellung gebracht werden müssen.

## Auffangbehälter beim Feuerwehrsport

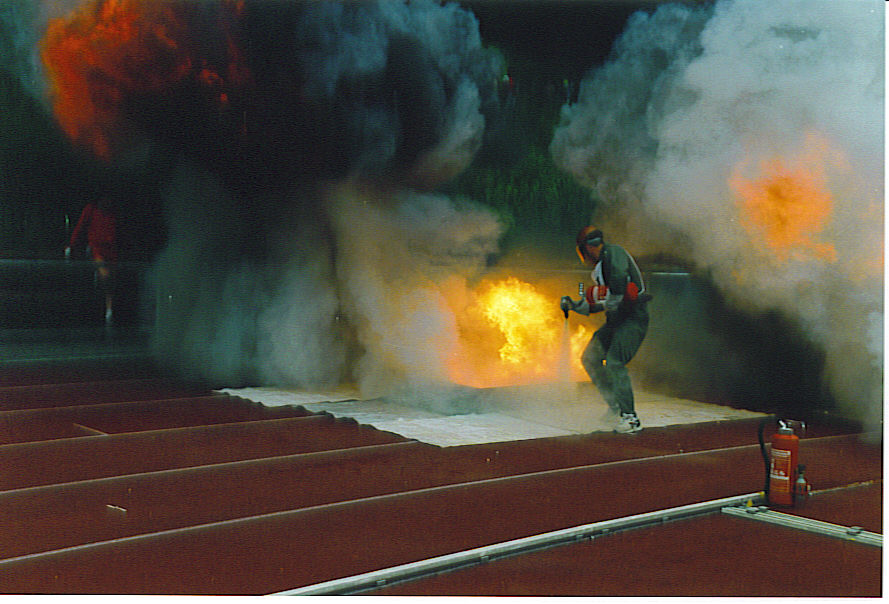
X. Weltmeisterschaften des Weltfeuerwehrverbandes CTIF 1993 in Berlin, Disziplin 4x100m-Hindernisstaffel – Freiwillige Feuerwehren

Bei der Disziplin 4×100-Meter-Feuerwehrstafette beim Feuerwehrsport dient im vierten Bahnabschnitt eine Auffangwanne zur Befüllung mit einem Diesel-Benzin-Wassergemisch als mit einem Feuerlöscher zu löschendes als Brandobjekt.